# Celmisia saxifraga
Celmisia saxifraga là một loài thực vật có hoa trong họ Cúc. Loài này được (Benth.) W.M.Curtis mô tả khoa học đầu tiên năm 1968.